# Parkes Observatory
Parkes Observatory – australijskie obserwatorium astronomiczne z 64-metrowym radioteleskopem, położone ok. 20 km na północ od Parkes.
Radioteleskop był jedną z anten używanych do odbioru sygnałów misji księżycowej Apollo 11 i pierwszego lądowania na Księżycu 20 lipca 1969. W Parkes odkryto ponad połowę znanych pulsarów (stan w roku 2010).